# Лифшиц, Михаил Ильич (кинооператор)
Михаи́л Ильи́ч Ли́фшиц (20 апреля 1905, Конотоп, Черниговская губерния — 25 ноября 1986, Москва) — советский оператор неигрового кино, фронтовой кинооператор в годы Великой Отечественной войны.

## Биография
Родился в Конотопе (ныне Сумская область, Украина) в семье служащих. Учился в электротехническом техникуме, с 1924 году начал работать киномехаником, с 1930 года — в кинохронике. Был оператором строительстве комбината имени Сталина в Бобриках (сейчас НАК «Азот»), Магнитогорского металлургического комбината. С начала 1932 года состоял в группе кинопоезда треста «Союзкинохроники».
С 1936 по 1938 год — оператор на Московской студии кинохроники, с мая 1938 года — на Ростовской студии кинохроники. В 1941 году вернулся в Москву на Центральную студии кинохроники. В Красной армии с 1942 года в звании старший техник-лейтенант. Работал в киногруппах Черноморского и Северного флота, 3-го Прибалтийского фронта, имел положительные отзывы командования.
По окончании войны и до 1950 года работал на ЦСДФ, в октябре 1950 года был переведён на корпункт Северо-Кавказской студии кинохроники в Махачкалу. В 1953 году работал на корпунктах в Хакасии и Туве. С 1954 по 1959 год — на корпункте Дальневосточной студии кинохроники в Магадане, затем был возвращён в Москву.
Автор более 500 сюжетов для кинопериодики: «Восточная Сибирь», «На страже СССР», «Наука и техника», «Новости дня», «Пионерия», «Северный Кавказ», «Советский Дальний Восток», «Советский спорт», «Социалистическая деревня», «Союзкиножурнал».
Член Союза кинематографистов СССР с 1959 года.

## Избранная фильмография
- 1930 — Подмосковный гигант (совм. с М. Ошурковым)
- 1931 — Красный спорт / Готов к труду и обороне (совм. с И. Беляковым, В. Ешуриным, М. Ошурковым)
- 1932 — Письмо колхозникам
- 1932 — Пуск Днепростроя (совм. с Г. Троянским)
- 1932 — 1 Мая в Москве (в соавторстве)
- 1937 — Рыбные богатства Дальнего Востока (совм. с группой операторов)
- 1941 — Крепи противопожарную оборону (совм. с О. Рейзман)
- 1941 — Прибытие в СССР английской и американской делегаций на совещание трёх держав (совм. с группой операторов)
- 1943 — Штурм Новороссийска (совм. с группой операторов)
- 1944 — Битва за Севастополь (совм. с группой операторов)
- 1944 — Освобождение Пскова (совм. с группой операторов)
- 1944 — Штурм и высадка десанта в Петсамо (совм. с группой операторов)
- 1945 — XXVIII Октябрь (совм. с группой операторов)
- 1945 — В день Победы (совм. с группой операторов)
- 1949 — 1 Мая (совм. с группой операторов)
- 1949 — 1 Мая 1949 года (совм. с группой операторов)
- 1949 — За высокий урожай (совм. с группой операторов)

## Награды
- медаль «За оборону Кавказа» (1944)[7]
- медаль «За оборону Советского Заполярья» (1945)[7]
- медаль «За победу над Германией в Великой Отечественной войне 1941—1945 гг.» (1945)[7]
- орден Красной Звезды (28 мая 1945)[8]
- орден Отечественной войны II степени (6 апреля 1985)[9]

## Комментарии
1. ↑  Согласно письму И. Запорожского директору ЦСДФ С. Герасимову М. Лифшиц был отчислен из киногруппы «по собственному желанию» в результате аморальных интриг[3].
2. ↑  Нередко в титрах, документах, публикациях Лифшиц указывался как Лившиц[1][5].